# François Vittori
François Vittori (Isolaccio-di-Fiumorbo, Alta Còrsega, 9 d'agost de 1902 — Porri, Alta Còrsega, 23 de desembre de 1977) fou un polític i sindicalista cors.

## Biografia
Sindicalista contestatari, l'administració dels serveis públics de telefonia, telegrafia i correus (PTT) el va enviar a Madagascar. Es revolta per la sort dels habitants i es dedica a la militància anticolonial. El 1929, va ajudar a organitzar una manifestació a Antananarivo, que li va valer que l'administració colonial el portés davant els tribunals. Aleshores el Socors Roig Internacional va enviar l'advocat Foissin per ajudar-lo. Amb ell i amb alguns altres activistes, va fundar el Partit Comunista de Madagascar, els primers cartells del qual es dibuixen a mà. No obstant això, és condemnat a empresonament i exclòs de la PTT.
Alliberat el 1933 i expulsat de l'illa, se'n va a la guerra civil espanyola i s'hi va convertir en comissari polític de les Brigades Internacionals, des de 1938 adscrit a la 45a Divisió de l'Exèrcit Popular de la República. Durant la Segona Guerra Mundial fou un dels caps dels Francs-tireurs et partisans français (FTPF) a Còrsega. Després de la guerra fou escollit senador entre 1946 i 1948, és elegit membre del Comitè Central del Partit Comunista Francès i presideix l'Associació Republicana de Veterans (ARAC).